# Coleophora exul
Coleophora exul is een vlinder uit de familie kokermotten (Coleophoridae). De wetenschappelijke naam is voor het eerst geldig gepubliceerd in 1992 door Falkovitsh.
De soort komt voor in Europa.